# Trauer-Segge
Die Trauer-Segge (Carex atrata) ist eine Pflanzenart aus der Gattung der Seggen (Carex) innerhalb der Familie der Sauergräser (Cyperaceae).

## Beschreibung

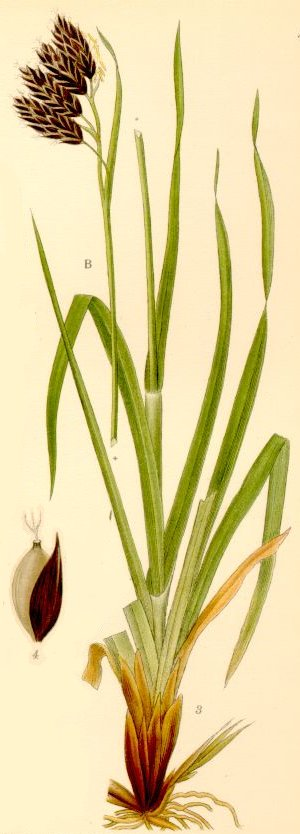
Illustration

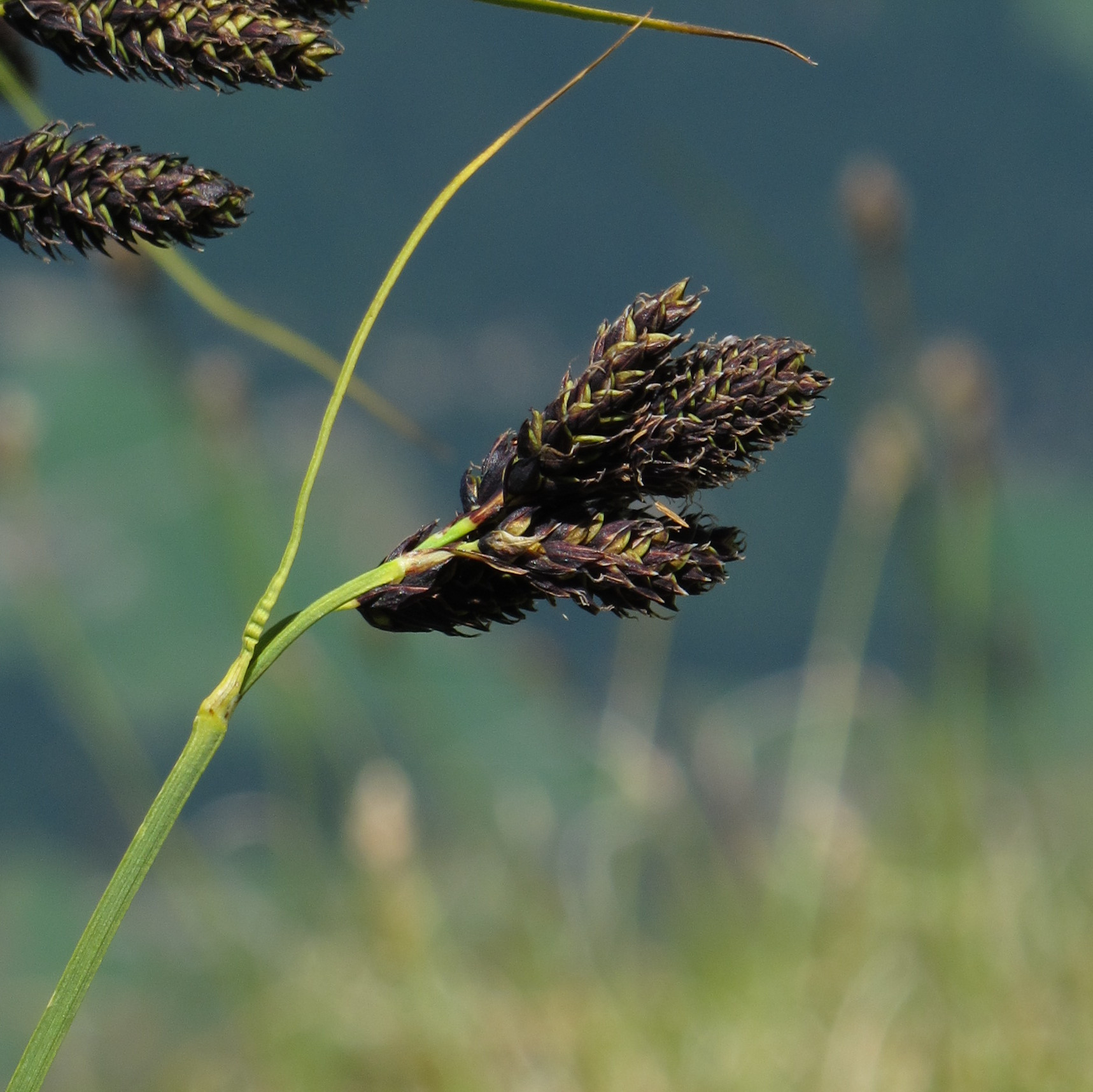
Blütenstand

### Vegetative Merkmale
Die Trauer-Segge ist eine ausdauernde krautige Pflanze und erreicht Wuchshöhen von 15 bis 60 Zentimetern. Sie wächst dichtrasig oder mit nur kurzen Ausläufern. Die Blätter sind 3 bis 9 Millimeter breit und maximal halb so lang wie der Stängel. Die grundständigen Blattscheiden sind dunkel-braun und nicht netzfaserig. Der Stängel ist im oberen Teil scharf dreikantig und nur am Grund beblättert.

### Generative Merkmale
Die Blütezeit reicht von Juni bis August. Sie ist eine Gleichährige Segge. Der Blütenstand ist nickend und enthält zwei bis sieben Ährchen. Die Ährchen sind bei einer Länge von 10 bis 35 Millimetern sowie einem Durchmesser von bis zu 5 Millimetern länglich-eiförmig, die unteren sind gestielt. Das endständige Ährchen besitzt am oberen Ende weibliche und im unteren Bereich männliche Blüten. Die seitenständigen Ährchen sind rein weiblich und kurz gestielt. In Form und Farbe sind alle Ährchen ähnlich. Die Spelzen sind schwarz können aber einen helleren Mittelstreifen haben. Der Griffel trägt drei Narben. Die Schläuche sind  bei einer Länge von 3,5 bis 5 Millimetern eiförmig bis verkehrt-eiförmig; sie sind kürzer und breiter als ihr Tragblatt, haben keine oder nur undeutlich sichtbare Adern, sind leicht abgeflacht, schwarz bis braun, kahl und höchstens rau. Sie sind plötzlich in den sehr kurz zweizähnigen Schnabel verschmälert.
Die Chromosomenzahl beträgt 2n = 54, seltener 56.

## Vorkommen
Ihr Verbreitungsgebiet umfasst die arktischen und gemäßigten Gebirgs-Zonen Eurasiens und Grönland, sowie Island, Skandinavien und Ostasien. Sie kommt in den gemäßigten bis submeridionalen Hochgebirgen Europas bis Griechenland (Sterea Ellas) vor. Als arkto-alpines Element hat sie ein zirkumpolares Areal sowie disjunkte Teilareale in den europäischen Hochgebirgen. Sie ist ein meridional-alpines bis arktisch-ozeanisches Florenelement.
In den Alpen wächst sie in alpinen Magerrasen, Felsfluren, an windexponierten Graten und in Hochgrasfluren. Sie gedeiht auf mäßig frischen, basenreichen aber meist entkalkten, neutralen, modrig-humosen, flachgründigen, steinigen Lehm- und Tonböden in hochalpinen Steinrasen, auf felsigen Rücken und windgescherten Graten. Sie ist eine Charakterart des Elynetum aus dem Verband Elynion. In den Allgäuer Alpen steigt Carex atrata subsp. atrata von Höhenlagen von 1300 Metern am Bergsturz zwischen Melköde und Auenhütte in Vorarlberg bis zu 2400 Metern auf. In den Alpen steigt sie sonst bis auf Höhenlagen von 3100 Metern.

## Systematik und Verbreitung
Die Erstveröffentlichung von Carex atrata erfolgte 1753 durch Carl von Linné in Species Plantarum, Tomus II, Seite 976.
Je nach Autor gibt es mehrere Unterarten:
- Gewöhnliche Trauer-Segge[5] (Carex atrata subsp. atrata): Der Stängel ist meist nur 15 bis 30 Zentimeter hoch und ist glatt. Die Laubblätter sind 3 bis 5, selten bis zu 7 Millimeter breit. Der Blütenstand steht eher aufrecht und ist 1 bis 2 Zentimeter lang. Die zuletzt purpur-braunen Schläuche sind 3 bis 3,5 Millimeter lang. Sie kommt in Grönland, in Europa bis zum Kaukasus und vom nordöstlichen China bis Japan und Taiwan vor.[3] Die Chromosomenzahl beträgt 2n = 54.[1] In Mitteleuropa kommt sie nur in den Bayerischen Alpen, in Österreich, der Schweiz, Südtirol, im Riesengebirge und im Altvatergebirge vor.[6] Die ökologischen Zeigerwerte nach Landolt et al. 2010 sind in der Schweiz für diese Unterart: Feuchtezahl F = 3+ (feucht), Lichtzahl L = 4 (hell), Reaktionszahl R = 3 (schwach sauer bis neutral), Temperaturzahl T = 1+ (unter-alpin, suspra-subalpin und ober-subalpin), Nährstoffzahl N = 2 (nährstoffarm), Kontinentalitätszahl K = 2 (subozeanisch).[5]
- Große Trauer-Segge[5] oder Kohlschwarze Segge[6] (Carex atrata subsp. aterrima (Hoppe) Hartm., Syn.: Carex aterrima Hoppe): Der Stängel ist meist 30 bis 60 Zentimeter hoch und ist oberwärts rau. Die Laubblätter sind 5 bis 11 Millimeter breit. Der eher nickende Blütenstand ist 1,5 bis 3,5 Zentimeter lang. Die zuletzt meist schwarzen Schläuche sind 3,5 bis 4,5 Millimeter lang. Sie wird von einigen Autoren auch als eigenständige Art angesehen: Carex aterrima Hoppe.[3] Sie kommt von den Gebirgen Europas bis zum Iran und auch auf Sachalin vor.[3] Sie hat die Chromosomenzahl 2n = 54.[1] In Mitteleuropa kommt sie nur in den Bayerischen Alpen, in Österreich, in der Schweiz, in Südtirol, im Riesengebirge und im Gesenke vor.[6] Die ökologischen Zeigerwerte nach Landolt et al. 2010 sind in der Schweiz für diese Unterart: Feuchtezahl F = 4w (sehr feucht aber mäßig wechselnd), Lichtzahl L = 4 (hell), Reaktionszahl R = 3 (schwach sauer bis neutral), Temperaturzahl T = 2 (subalpin), Nährstoffzahl N = 4 (nährstoffreich), Kontinentalitätszahl K = 2 (subozeanisch).[5]
- Carex atrata subsp. longistolonifera (Kük.) S.Yun Liang: Sie kommt in Sichuan vor.[3]
- Carex atrata subsp. pullata (Boott) Kük.: Sie kommt vom zentralen und östlichen Himalaja bis Sichuan, Yunnan und Taiwan vor.[3]